# Van Hauwermeirenmolen

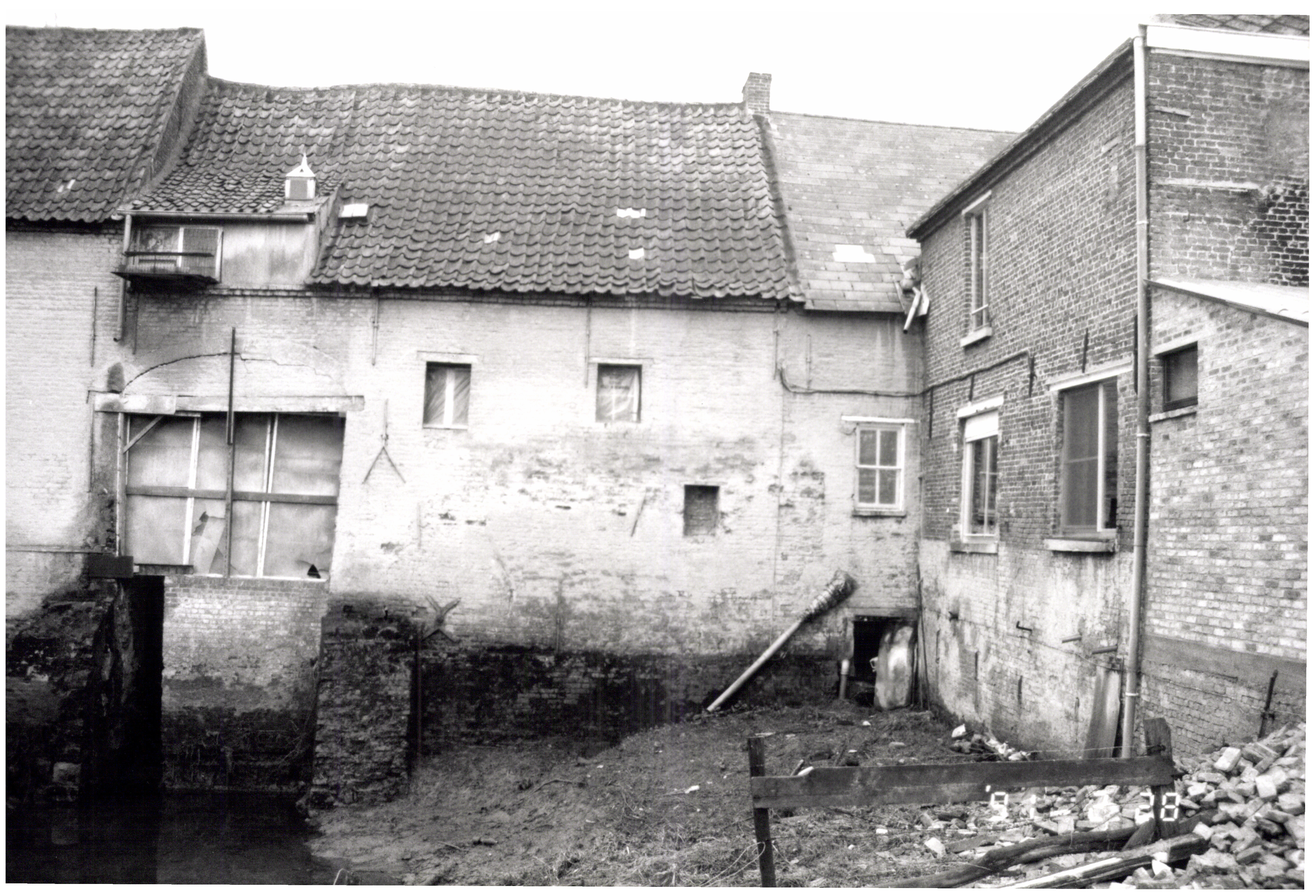
Watergevel

De Van Hauwermeirenmolen is een voormalige watermolen in het tot de Oost-Vlaamse gemeente Wichelen (deelgemeente Schellebelle) behorende gehucht Bruinbeke, gelegen aan de Watermolenstraat 28. Deze watermolen op de Molenbeek van het type turbinemolen (voorheen: onderslagmolen) fungeerde als oliemolen en korenmolen.

## Geschiedenis
Hier lag een klooster van Norbertinessen, het Klooster van Tussenbeke. Dit heeft bestaan van 1258 tot 1783 en bezat twee windmolens en een watermolen. De watermolen bestond al in 1570 en fungeerde toen als oliemolen. Tussen 1840 en 1850 werden de huidige gebouwen opgetrokken, maar het complex heeft een oudere kern. Later werd de molen omgebouwd tot korenmolen en werd het onderslagrad door een turbine vervangen. De molen fungeerde nog tot 1972. In 1994 werd de molen met omgeving beschermd als dorpsgezicht.

## Gebouw
Het betreft een complex bestaande uit een molenaarshuis en aangebouwd een molenhuis. Verder is er nog de sluis en de turbine. De maalstoel is nog aanwezig. Aan de overkant van de beek ligt de voormalige oliemolen waarin zich nog de aandrijfmotor bevindt.
- Inventaris van het Bouwkundig Erfgoed (Vlaanderen): 76192